# Abort
在电子计算机或数据传输系统中，Abort是指計算機终止一项处理活动，因为该活动已經無法或是人們不希望該活動继续进行，抑或是已經出現错误。Abort時可能還會產生有關中止进程的诊断信息。在C语言中，abort()是一个标准库函数，用于终止当前的应用程序并返回一个错误代码。